# Poul Welander
Poul Welander (28 de diciembre de 1879 - 9 de enero de 1942) fue un actor, director y guionista cinematográfico danés, activo en la época del cine mudo.

## Biografía
Nacido en Copenhague, Dinamarca, Welander trabajó en el Odense Teater en las temporadas 1900–1901, 1904–1905 y 1918–1919. 
Debutó en el cine en el año 1909, llegando a ser el principal director del productor Frans Lundberg en 1912, pasando en 1913 a trabajar para la Copenhagen Film Co.  
Poul Welander falleció en 1942.

## Selección de su filmografía

### Actor
- 1911 : Spionen
- 1911 : Champagneruset
- 1912 : Den levande död
- 1912 : Kärleksdrömmar
- 1912 : Komtessan Charlotte
- 1912 : Broder och syster
- 1913 : Kärleken rår
- 1913 : Hjältetenoren

### Director
- 1911 : Champagneruset
- 1912 : Ormen
- 1912 : Helvetesmaskinen eller Den Röda hanen
- 1912 : Kärlekens offer
- 1912 : Komtessan Charlotte
- 1912 : Cirkusluft
- 1912 : Broder och syster
- 1913 : Hjältetenoren

### Guionista
- 1912 : Komtessan Charlotte